# Raulinoreitzia
Raulinoreitzia là một chi thực vật có hoa trong họ Cúc (Asteraceae).

## Loài
Chi Raulinoreitzia gồm các loài: